# Јутика (Њујорк)
Јутика (енгл. Utica) град је у америчкој савезној држави Њујорк. По попису становништва из 2010. у њему је живело 62.235 становника.

## Демографија
Према попису становништва из 2010. у граду је живело 62.235 становника, што је 1.584 (2,6%) становника више него 2000. године.
|                   | 2010.           | 2000.           |
| Укупно            | 62 235 (100,0%) | 60 651 (100,0%) |
| Белци             | 40 164 (64,54%) | 46 389 (76,49%) |
| Афроамериканци    | 9 501 (15,27%)  | 7 838 (12,92%)  |
| Хиспаноамериканци | 6 555 (10,53%)  | 3 510 (5,787%)  |
| Азијати           | 4 626 (7,433%)  | 1 341 (2,211%)  |
| Остали            | 1 389 (2,232%)  | 1 573 (2,594%)  |